# 스테이션 7
《스테이션 7》(영어: Salyut 7)는 2017년 10월 개봉한 러시아의 드라마 영화이다.
 클림 시펜코가 감독과 각본을 맡았다.
 대한민국은 2017년 12월 7일 개봉하였다.

## 줄거리
1985년 냉전 시대, 우주를 향한 국가간의 끝없는 경쟁이 펼쳐졌다.

소비에트 연방의 전유물인 살류트-7 우주 정거장이 궤도를 이탈하게 되고,
제어할 수 없는 우주선에 도킹을 시도하기 위해 떠나는 블라디미르와 빅토르.
 그들에게 인류 역사상 최대의 미션이 주어진다.

## 출연진
- 블라디미르 브도비첸코프 - 블라디미르 자니베코프 역
- 파벨 데레비앙코 - 빅토르 사비뉴 역
- 마리야 미로노바 - 니나 역
- 류보프 악쇼노바
- 나탈리아 쿠드리아쇼바
- 옥사나 판데라
- 마리야 미로노바